# Сугимори, Тэрухиро
Тэрухиро Сугимори (яп. 杉森 輝大 Сугимори Тэрухиро, род. 15 октября 1982 в пос. Тайки, преф. Хоккайдо, Япония) — японский спортсмен-конькобежец, участник Олимпийских игр 2006 года.
На Олимпийских играх 2006 года принимал участие в 2-х дисциплинах: гонке на 1500 метров (24 место) и командная гонка (8 место).